# Fondue bourguignonne
Pour les articles homonymes, voir Fondue.
La fondue bourguignonne est un plat de fondue de viande de bœuf frit à l'huile d'origine suisse.

## Origine
Ce plat repose sur le principe de la fondue avec de la viande. Malgré son nom, il est d'origine suisse.
La fondue bourguignonne est mise au point en 1948 par Georges Esenwein, propriétaire du Café Bock, à Lausanne : le nom de « bourguignonne » est donné à sa création parce qu'elle comporte de la viande charolaise accompagnée de vins rouges de Bourgogne. S'inspirant des habitudes d'amis bohémiens, il s'est intéressé à reproduire la cuisson de toutes sortes de viandes dans un mélange d'huiles bouillantes.

## Présentation
La viande est pré-coupée en morceaux de la taille d'une bouchée. L'huile est chauffée dans un caquelon placé devant les convives. Chacun des convives plonge un à un ses morceaux de viande crue dans l'huile et les mange une fois cuits.
La viande est accompagnée de différentes sauces, principalement de mayonnaise, sauce béarnaise, sauce tartare, sauce rouille, mais aussi de persil et d'oignons hachés, de ketchup, de moutarde, et de sauce Worcestershire (sauce anglaise), de champignons de Paris émincés, etc.

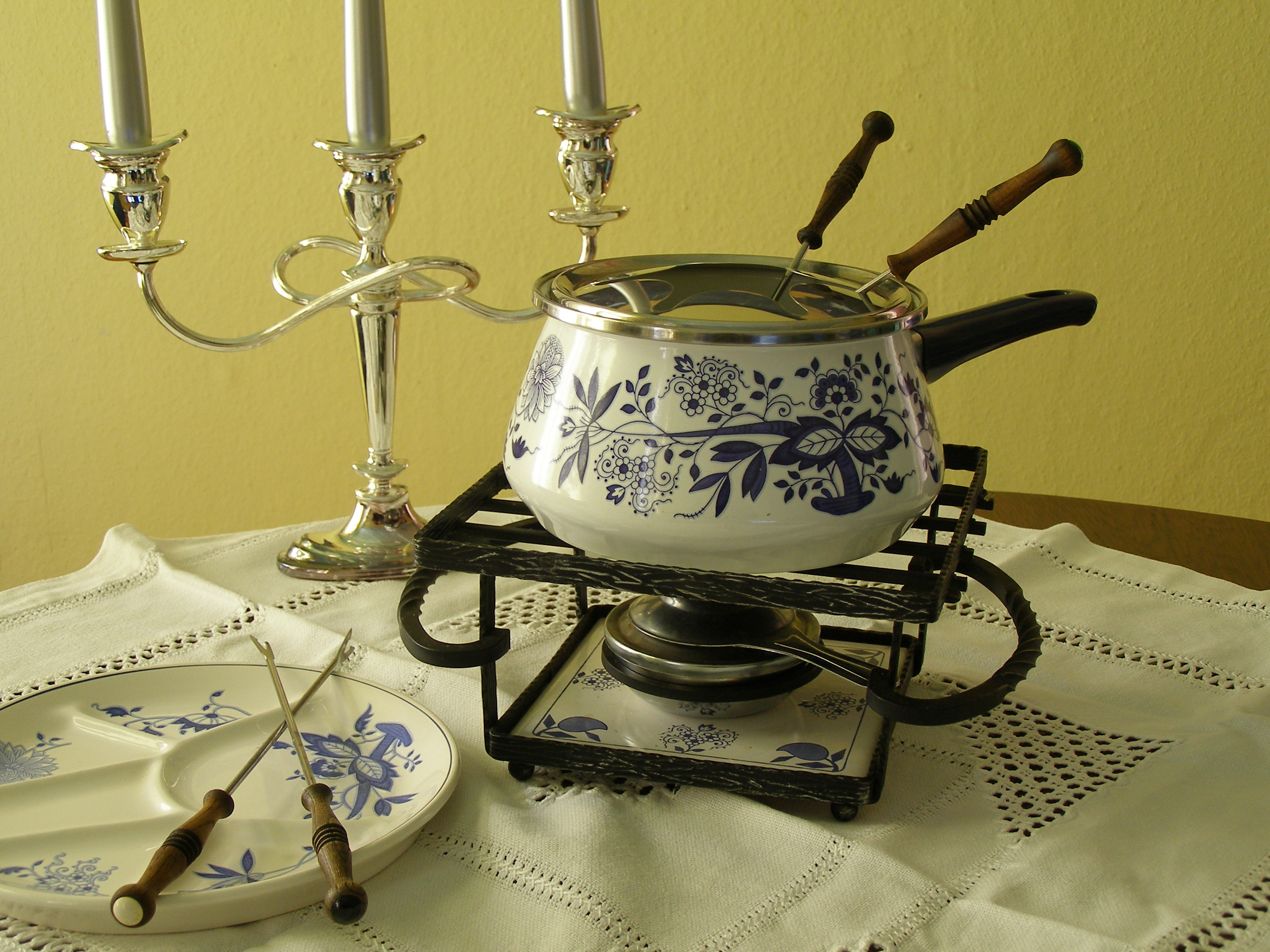
Un caquelon à fondue bourguignonne.
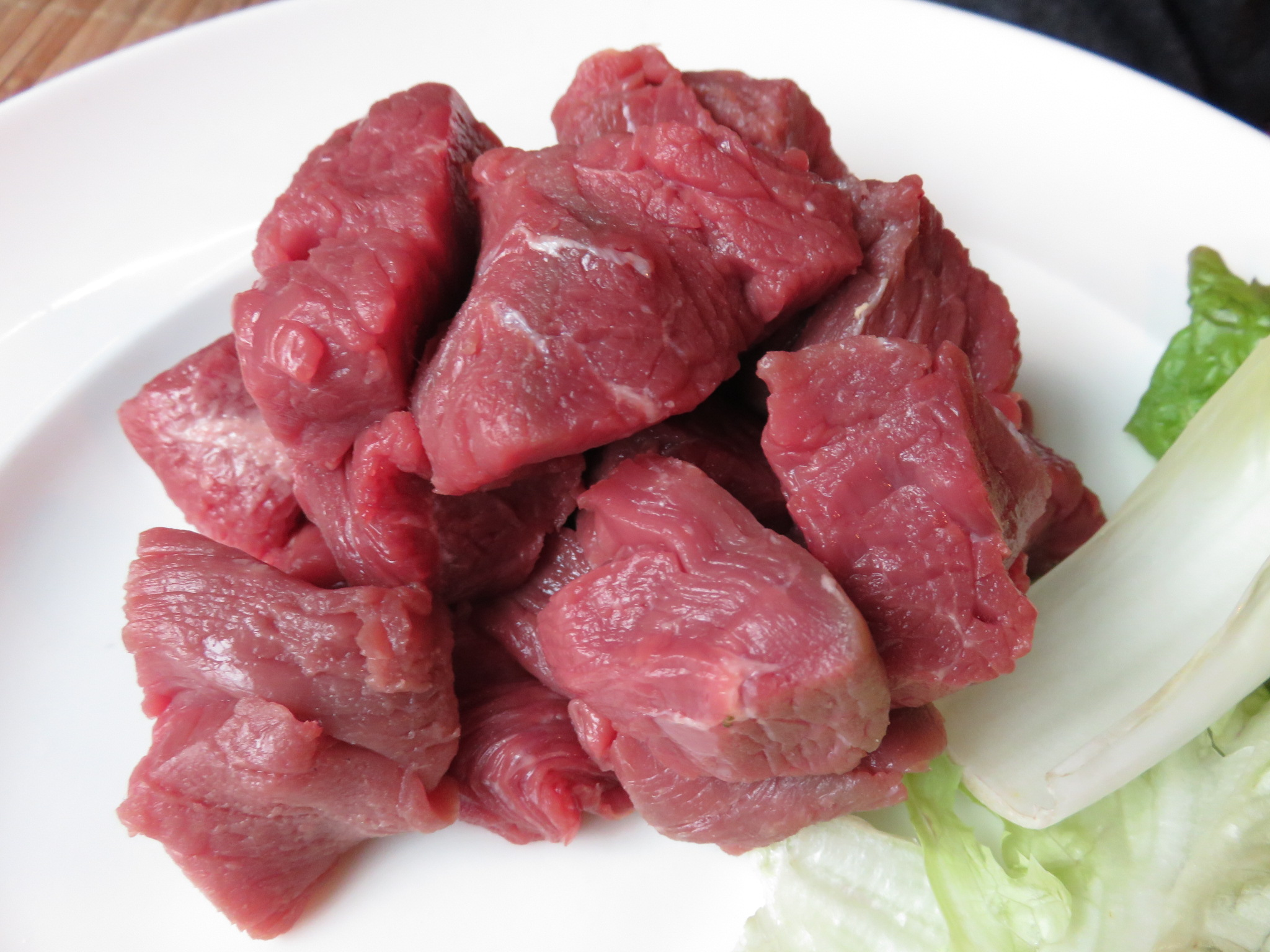
Des morceaux de viande communément utilisés pour la fondue bourguignonne.
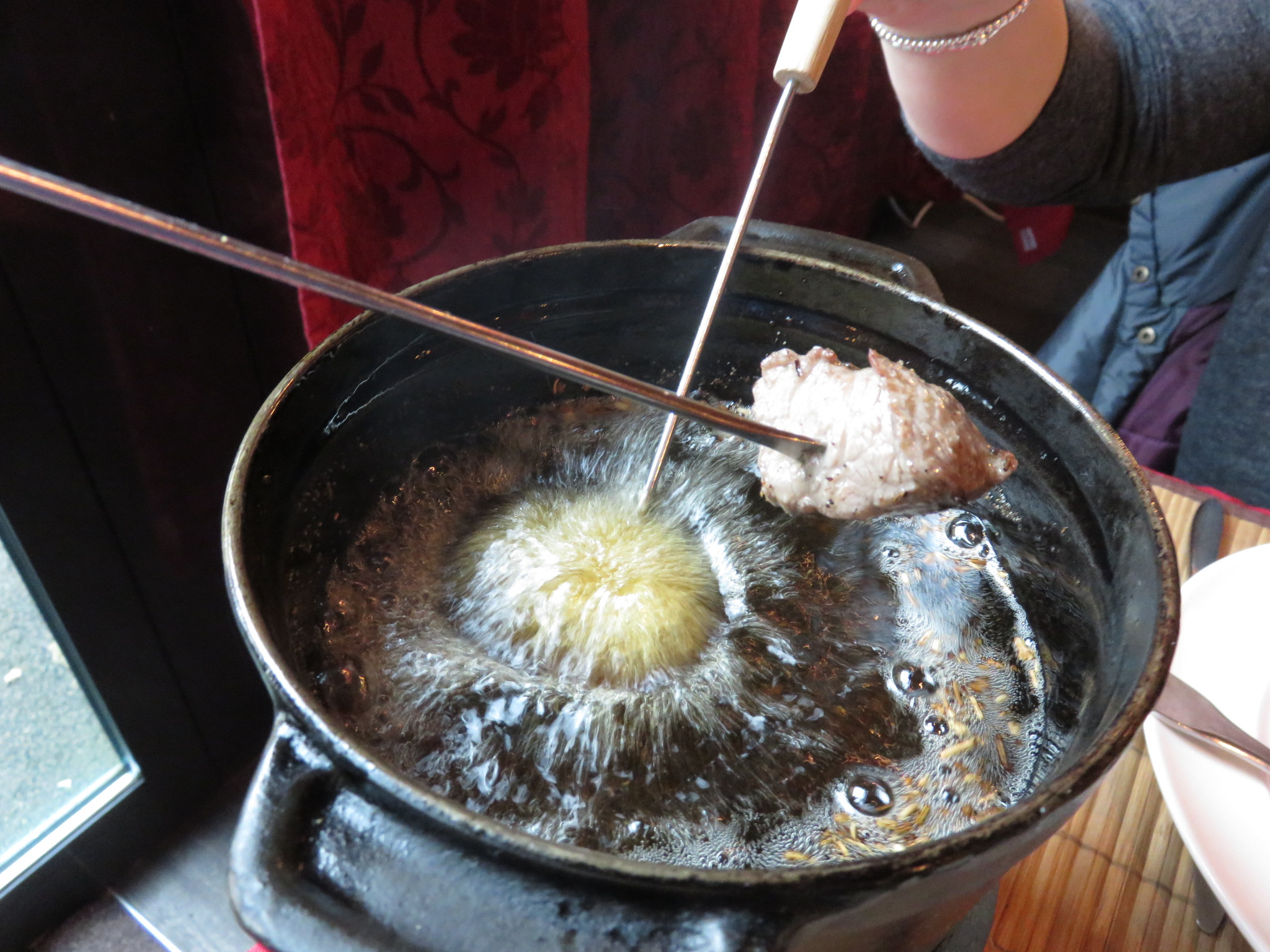
La cuisson de morceaux de viande dans l'huile.

C'est la qualité de la viande et des sauces qui fait la richesse de ce plat.

## Ingrédients
Si la fondue bourguignonne se prépare sur un principe simple, l'association d'huile et de viande, elle, peut être dérivée sur plusieurs formes, suivant notamment les viandes choisies, ainsi que les épices ajoutés à l'huile.

### Huile, épices et plantes aromatiques
On utilise une huile végétale telle que l’huile d'arachide ou l’huile de pépins de raisin. L'huile de coco (ou graisse de coco) est néanmoins devenue une alternative relativement commune.
Des épices et plantes aromatiques, tels que gousse d'ail, feuille de laurier ou branche de thym peuvent être ajoutées au caquelon d'huile pour diversifier le goût.

### Viandes
- Bœuf (filet, rumsteck, bavette, poire)
- Cheval (en Suisse surtout)
- Chevreuil
- Autruche
- Canard (toutes viandes dites « rouges » peuvent agrémenter cette fondue)

### Sauces
La fondue peut être accompagnée d'un choix de diverses sauces :
- en particulier des sauces froides, telles que la mayonnaise, ou d'autres sauces à base de mayonnaise (sauce tartare, sauce cocktail, sauce Vincent[4], mayonnaise à l'ail, au curry ou aux épices), ou encore sauce béarnaise, ketchup ou aïoli ;
- des sauces chaudes, telles que la sauce bourguignonne ou sauce au poivre ;
- des condiments, tels que le Tabasco ou la sauce anglaise (sauce Worcestershire) ;
- des garnitures, telles que des oignons, des cornichons, ou du persil haché.